# Арменія (станція метро Сан-Паулу)
Арменія (порт. Estação Armênia) — станція метро Сан-Паулу, розташована на Лінії 1 (синя).
Станція була відкрита 26 вересня 1975 року під назвою «Понті-Пекена» (Ponte Pequena), у згадку про міст на проспекті Тірадентіс через річку Тамандуатеї, що був продовженням зараз зруйнованого моста Гранді через річку Тіете. 12 листопада 1985 року станцію було переменовано на сучасну назву, у відзначення комуни іммігранів з Вірменії у Сан-Паулу.
Зараз це сьома станція від станції Тукуруві у напрямку до станції Жабакуара. Офіційно знаходиться на площі Арменія в окрузі Бон-Ретіру, в центральній частині міста, проте має виходи на проспект Тірадентіс і проспект Естаду. Північний вхід поділяється на два, на вулицю Педру Вісенті і вулицю Едуарду Шавіса. Південний вхід поділяється на три: два на площу Арменія і третій на проспект Тірадентіс.
Станція є частиною транспортного комплексу, що також містить автобусний термінал Terminal Metropolitano Armênia Norte системи EMTU. Автобуси лінії обслуговують сусідні муніципалітети Гуарульюс, Аружа, Можі-дас-Крузіс, Санта-Ізабел, Ітакуакесетуба і Озаску. На станції маються можливості для посадки інвалідів. На станції заставлено тактильне покриття. 